# Сантюль IV д’Астарак
Сантюль IV (фр. Centulle IV d’Astarac; ок. 1315 — 1362) — граф Астарака с ок. 1330 года.
Сын графа Аманьё. После его смерти до совершеннолетия находился под опекой матери — Сесили де Комменж.
23 марта 1331 года получил разрешение папы Иоанна XXII на брак с Матой д’Арманьяк, дочерью Жеро II д’Арманьяк, виконта де Фезансагэ, и его жены Жанны де Комменж.
В том же году купил сеньорию Сестия у Кондорины де Сестия и её мужа Жеро д’Эспаррос (за 1220 ливров турнуа), тем самым значительно расширив и округлив свои владения в Верхних Пиренеях.
С 1339 года участвовал в Столетней войне на стороне французского короля.
В конце 1355 года Астарак оккупировали войска Эдуарда Чёрного Принца. Сантюль IV с 1358 года служил в Гаскони во главе отряда — 100 конных и 100 пеших. Вернул свои владения по миру в Бретиньи (1360), поручив управление ими сыну.
Умер между 7 и 19 декабря 1362 года. Перед смертью устроил брак сына с Катериной де Лотрек, баронессой Амбра и Лабрюгьера, дочерью Амори III, виконта де Лотрек, и Жанны Нарбоннской. Это способствовало сближению Астаракского дома с родом Фуа.
У Сантюля IV и Маты де Фезансагэ известно трое детей:
- Сесиль (ум. после 20 июля 1392). 1-й муж — Раймон Бернар де Дюрфор, 2-й муж — Жан Журден III, граф де Лиль-Журден (развод 1384).
- Маргарита, муж — Флоримон, сеньор де Леспарр.
- Жан I, граф Астарака.